# Saint-Jean-le-Blanc (Loiret)
Saint-Jean-le-Blanc is een gemeente in het Franse departement Loiret (regio Centre-Val de Loire). De plaats maakt deel uit van het arrondissement Orléans. Saint-Jean-le-Blanc telde op 1 januari 2022 9.534 inwoners.

## Geografie
De oppervlakte van Saint-Jean-le-Blanc bedroeg op 1 januari 2022 7,66 vierkante kilometer; de bevolkingsdichtheid was toen 1.244,6 inwoners per km².

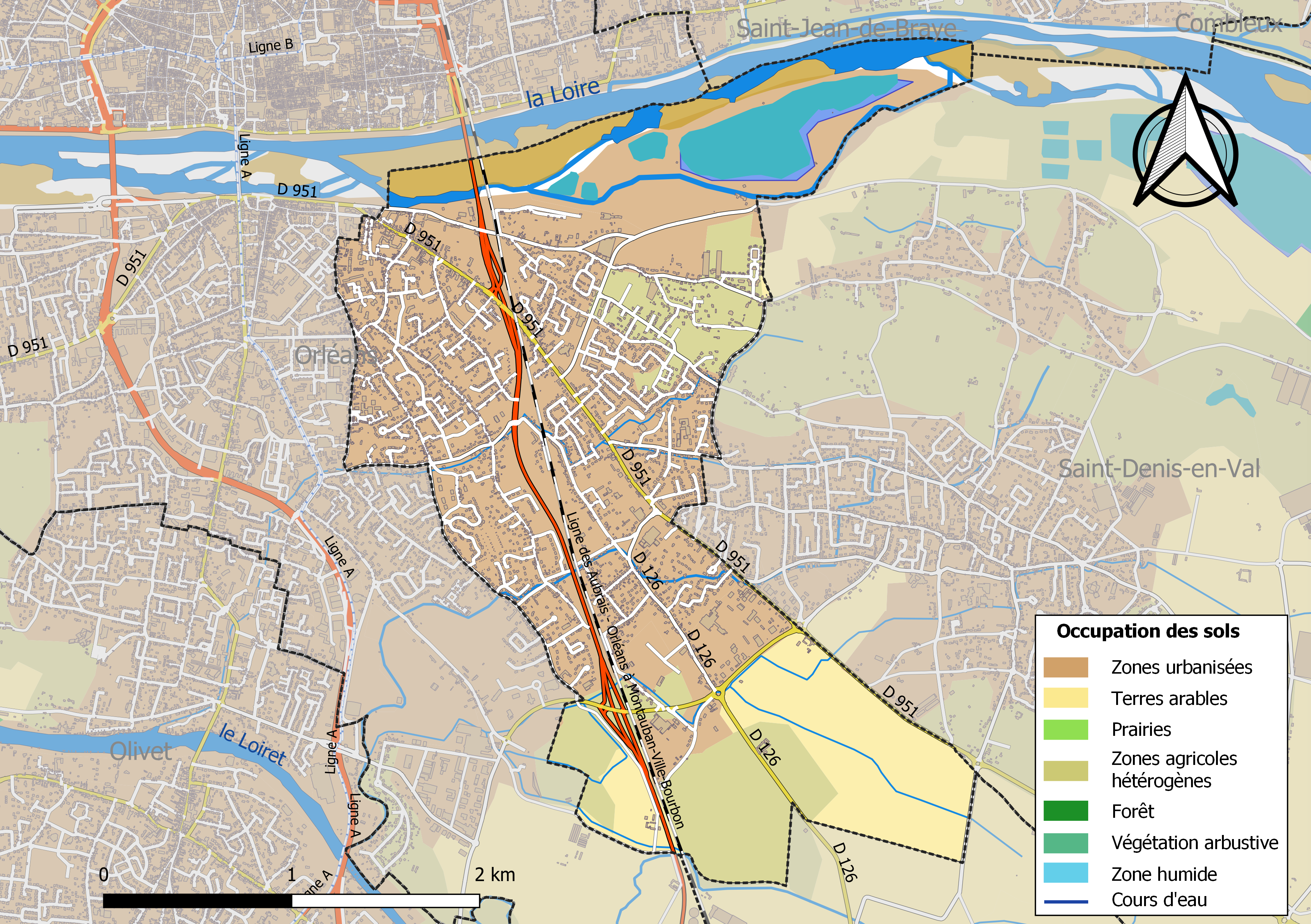
Kaart van de gemeente met de belangrijkste infrastructuur, bodemgebruik en omliggende gemeenten

## Demografie
Onderstaande figuur toont het verloop van het inwonertal (bron: INSEE-tellingen).